# Pomadasys rogerii
Pomadasys rogerii är en fiskart som först beskrevs av Cuvier, 1830.  Pomadasys rogerii ingår i släktet Pomadasys och familjen Haemulidae. Inga underarter finns listade i Catalogue of Life.